# Moropsyche higoana
Moropsyche higoana là một loài Trichoptera trong họ Apataniidae. Chúng phân bố ở miền Cổ bắc.